# Eli’ezer Liwna
Eli’ezer Liwna (hebr.: אליעזר ליבנה, ang.: Eliezer Livna lub Eliezer Livneh, ur. 2 grudnia 1902 w Łodzi, zm. 1 marca 1975) – izraelski polityk, w latach 1949–1955 poseł do Knesetu z listy Mapai.
W wyborach parlamentarnych w 1949 po raz pierwszy dostał się do izraelskiego parlamentu. Zasiadał w Knesetach I i II kadencji.